# Periarchiclops scutellaris
Periarchiclops scutellaris là một loài ruồi trong họ Tachinidae.